# Tiếng Dothraki
Tiếng Dothraki là một ngôn ngữ hư cấu được xây dựng trong loạt tiểu thuyết giả tưởng A Song of Ice and Fire của George R. R. Martin và loạt phim dài tập chuyển thể Game of Thrones. Ngôn ngữ này được nói bởi người Dothraki, một dân tộc du mục trong thế giới hư cấu của bộ truyện. David J. Peterson là người sáng tác ra thứ tiếng này cho chương trình truyền hình, dựa trên các từ và cụm từ Dothraki xuất hiện lẻ tẻ trong tiểu thuyết của Martin.
Tính đến tháng 9 năm 2011, ngôn ngữ này bao gồm 3163 từ ngữ tự chế, tính cả những từ chưa được công khai. Năm 2012, thống kê cho thấy có 146 bé gái mới sinh ở Hoa Kỳ được đặt tên là "Khaleesi", một từ trong tiếng Dothraki có nghĩa là "vợ của khal" hay vợ của kẻ cai trị. Danh xưng này ngoài ra cũng là danh hiệu được Daenerys Targaryen sử dụng trong bộ tiểu thuyết. Tờ The Economist đánh giá tiếng Dothraki và tiếng Valyria là "những ngôn ngữ hư cấu thuyết phục nhất kể từ tiếng Elvish".

## Ngữ âm

### Phụ âm
Có tổng cộng 23 phụ âm trong tiếng Dothraki. Dưới đây là bảng ngữ âm với các mẫu tự IPA bên trái và các mẫu tự được Latinh hóa bên phải trong ngoặc.
|          |           | Môi   | Răng   | Chân răng | Ngạc cứng | Ngạc mềm | Lưỡi gà | Thanh hầu |
| -------- | --------- | ----- | ------ | --------- | --------- | -------- | ------- | --------- |
| Mũi      | Mũi       | m ⟨m⟩ | n̪ ⟨n⟩  |           |           |          |         |           |
| Âm bật   | vô thanh  |       | t̪ ⟨t⟩  |           | tʃ ⟨ch⟩   | k ⟨k⟩    | q ⟨q⟩   |           |
| Âm bật   | hữu thanh |       | d̪ ⟨d⟩  |           | dʒ ⟨j⟩    | ɡ ⟨g⟩    |         |           |
| Âm xát   | vô thanh  | f ⟨f⟩ | θ ⟨th⟩ | s ⟨s⟩     | ʃ ⟨sh⟩    | x ⟨kh⟩   |         | h ~ ħ ⟨h⟩ |
| Âm xát   | hữu thanh | v ⟨v⟩ |        | z ⟨z⟩     | ʒ ⟨zh⟩    |          |         |           |
| Tiếp cận | Tiếp cận  |       | l̪ ⟨l⟩  |           | j ⟨y⟩     | w ⟨w⟩    |         |           |
| R-tính   | R-tính    |       |        | r ~ ɾ ⟨r⟩ |           |          |         |           |

### Nguyên âm
Hệ thống 4 nguyên âm của tiếng Dothraki được biểu thị bên dưới:
|      | Trước | Sau   |
| ---- | ----- | ----- |
| Đóng | i ⟨i⟩ |       |
| Vừa  | e ⟨e⟩ | o ⟨o⟩ |
| Mở   | a ⟨a⟩ |       |

Không tồn tại nguyên âm đôi trong tiếng Dothraki.